# Baldwin (Michigan)
Pour les articles homonymes, voir Baldwin.
Baldwin est un village situé dans l’État américain du Michigan. Elle est le siège du comté de Lake. Sa population est de 863 habitants.
Elle tient son nom d'une rivière de 40,6 km de long, affluent du fleuve Père Marquette et qui coule dans l'État du Michigan, arrosant la ville de Baldwin. Cette rivière est notable dans l'histoire des États-Unis, en ce qu'elle a reçu en 1884 le premier lâcher de truites aux États-Unis avec 4 900 jeunes truitelles. Ces truites avaient été produites à partir d’œufs de truites fario envoyés la même année par Lucius von Behr, président de la Société de pêche allemande (de), en provenance de ruisseaux de montagne et de grands lacs de la Forêt-Noire dans la région de Bade-Wurtemberg.